# 愛你九週半
《愛你九週半》（英語：9½ Weeks）是一部1986年美國情色爱情片，由阿德里安·莱恩執導，金·貝辛格和米基·洛克主演。貝辛格飾演一名紐約市美術館員工，與洛克飾演的神秘華爾街經紀人有一段短暫而激烈的戀情。劇本由莎拉·克諾常、薩曼·金和帕特里夏·路易斯安那·克诺普编写，改編自奧地利裔美國作家英格堡·戴1978年的同名回憶錄。
這部電影於1984年完成，但直到1986年2月才上映。美國發行商米高梅認為影片過於露骨，因此進行了大量剪輯，以便在美國上映，结果是票房炸弹，票房670萬美元，預算1700萬美元，評價也是褒貶不一。然而，原声音乐賣得很好，電影本身未經剪輯的版本在國際上取得了巨大成功，特別是在澳大利亞、加拿大、法國、德國和英國，全球票房達到1億美元，也在录像和DVD上獲得了大量粉絲和邪典追捧。